# 福岡市立百道小学校
福岡市立百道小学校（ふくおかしりつ ももちしょうがっこう）は、福岡県福岡市早良区百道三丁目にある公立小学校。

## 概要
西新小学校の児童数増加を受け、1954年 (昭和29年)4月1日に西新小学校百道分校として創設され、翌1955年(30年) 4月1日付けで福岡市立百道小学校として独立開校した。当時は児童数768名、学級数14、教師数22名の規模であった。以後、児童数が増加の一途をたどり、1959年 (昭和34年) には児童数1,228名、学級数25となる。同年、室見小学校が創設され、校区の一部を分離して、児童数905名、学級数20となった。
また、学習にかける時間を増加させるためとして、3学期制から2学期制とした。

主な施設の写真
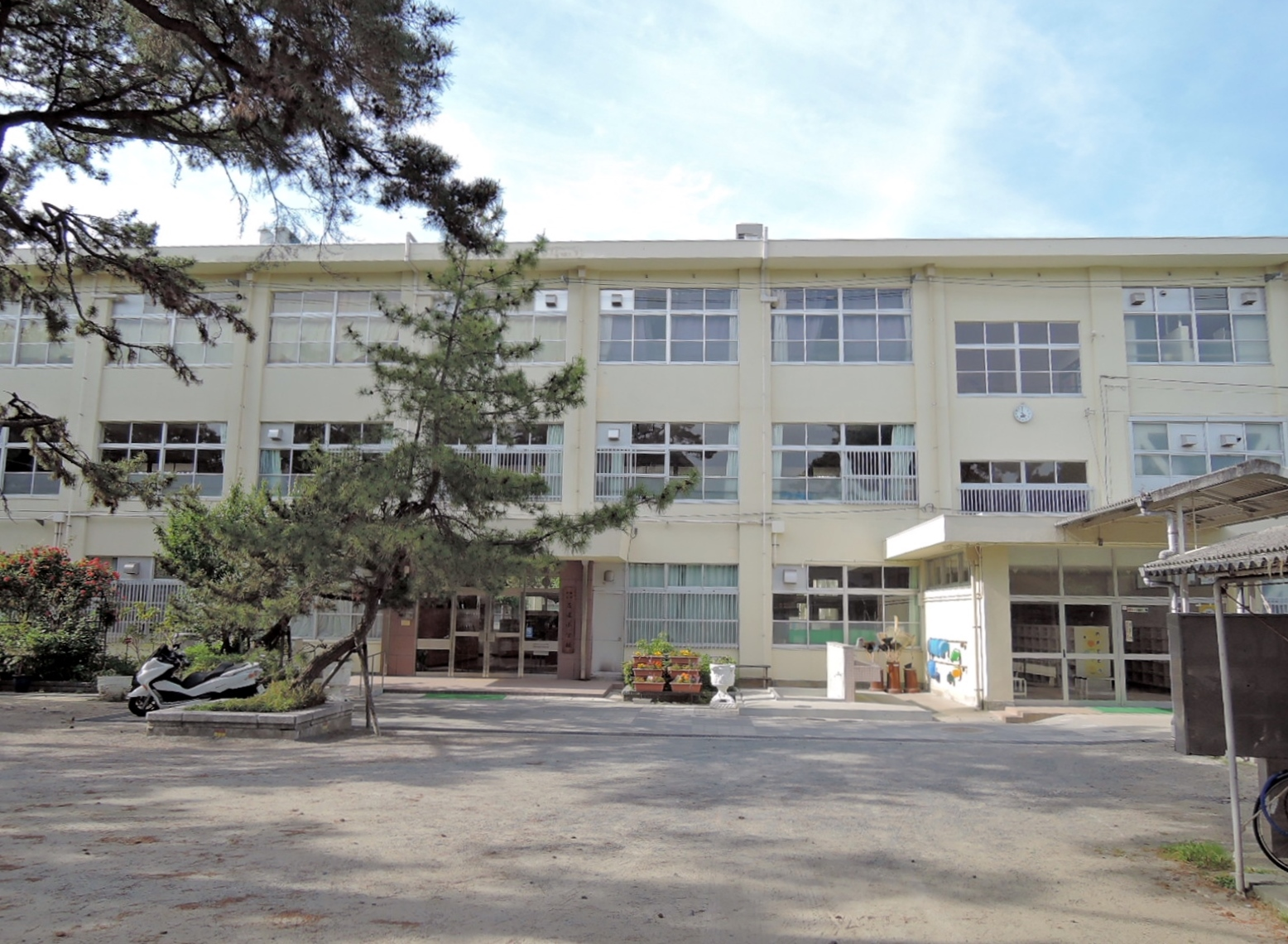
校舎の南側（正面玄関側）
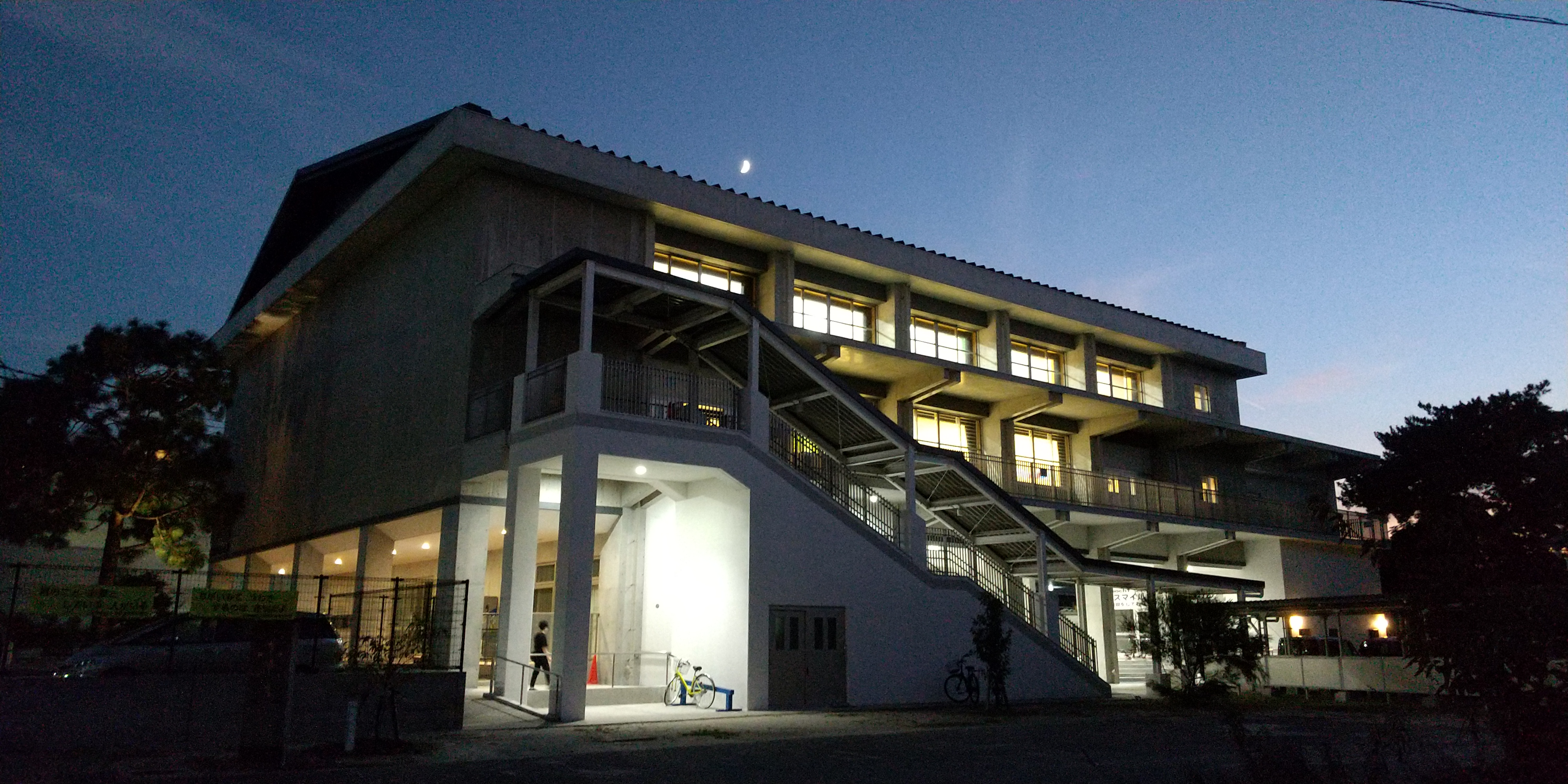
体育館

## 教育目標
自ら学ぶ意欲と生きて働く学力や個性を高め、生涯を豊かにたくましく生きる子どもの育成を目指す。

## 沿革
- 1954年 - 福岡市立西新小学校の分校として、現在の場所に創設
- 1955年 - 福岡市の38番目の小学校として独立開校
- 1958年 - 室見小学校の前身となる百道小学校、高取小学校の分校を庄字金丸に創設
- 1959年 - 新たに創設された室見小学校に校区の一部を分割する
- 2005年 - 百道浜小学校創設にともない校区の一部を分割する。

## 通学区域
- 百道1丁目〜3丁目、室見1丁目[1]

## 進学先中学校
- 百道中学校

## 交通アクセス
- 福岡市地下鉄空港線 藤崎駅より徒歩6分
- 西鉄バス 百道バス停より徒歩2分
- 西鉄バス 百道浜4丁目バス停より徒歩4分
- 西鉄バス 百道中央公園西口バス停より徒歩5分
- 西鉄バス 藤崎バス停より徒歩6分

## 学校周辺
- 室見川
- 金屑川
- 西南学院大学
- 西南学院高等学校
- 福岡県立修猷館高等学校
- 福岡市立西新小学校
- 福岡市立百道中学校
- 早良警察署
- 早良消防署
- 早良郵便局
- 福岡タワー
- 福岡市総合図書館
- 福岡市博物館
- 早良区役所
- 福岡市早良図書館
- 福岡市早良市民センター
- SAWARAPIA（福岡県立ももち文化センター）
- 百道中央公園
- 百道公民館